# Xiro Papas
Xiro Papas, pseudonimo di Ciro Papa (Torre Annunziata, 4 ottobre 1933 – Padova, 14 maggio 1980), è stato un attore e produttore cinematografico italiano, interprete di film horror e western.

## Biografia
Dopo un'adolescenza da pugile dilettante, fa le sue prime comparsate nel mondo del cinema. Dopo i primi film in cui non è accreditato, nel 1971 è tra i protagonisti della commedia western Il suo nome era Pot, dove interpreta il personaggio di Lobo, accreditato come Xiros Papas.

L'anno successivo lavora in diverse pellicole. Con Mario Mancini alla regia, è protagonista in Frankenstein '80 un film horror fantascientifico, dove interpreta il personaggio di Mosaico, in cui il trucco e gli effetti speciali portano la firma di Carlo Rambaldi. Tra gli interpreti Gordon Mitchell ed una giovane Dalila Di Lazzaro.

Nel 1974 è Kreegin nel film Terror! Il castello delle donne maledette, quasi un seguito di Frankenstein '80. Tra gli interpreti Rossano Brazzi, Edmund Purdom ed ancora Mitchell.
Sempre nel 1974 si ritaglia due piccoli ruoli in Farfallon e in Paolo il freddo, accreditato con il suo vero nome di Ciro Papa. In Farfallon, una parodia di Papillon, diretto da Riccardo Pazzaglia interpreta il capo delle guardie carcerarie, mentre in Paolo il freddo, diretto da Ciccio Ingrassia recita nel ruolo di Fernando. Il protagonista di entrambe le pellicole è Franco Franchi. Nello stesso anno fonda la compagnia Oplonti film.

Nel 1975 è nella produzione del film Diabolicamente... Letizia, un giallo di Salvatore Bugnatelli, in cui è anche attore.
Gli ultimi lavori nel 1977. Produce ed interpreta La bestia in calore, un film del genere nazisploitation, e produce il film di guerra Kaput Lager - Gli ultimi giorni delle SS. Entrambe le pellicole furono dirette da Luigi Batzella.

Il 14 maggio 1980 trova la morte in un incidente stradale sull'autostrada A13 nei pressi di Padova.

## Filmografia

### Attore
- Le due facce del dollaro (1967) (non accreditato)
- ...e vennero in quattro per uccidere Sartana! (1969) (non accreditato)
- Quando suona la campana (1970) (non accreditato)
- Una pistola per cento croci! (1971) (non accreditato)
- Giù le mani... carogna! (1971) (non accreditato)
- Quelle sporche anime dannate (1971)
- Il suo nome era Pot (1971)[1]
- ...e lo chiamarono Spirito Santo (1971) (non accreditato)
- Black Killer (1971) (non accreditato)
- Casa d'appuntamento (1972) (non accreditato)
- Le calde notti del Decameron (1972)[2]
- Scansati... a Trinità arriva Eldorado (1972)
- La colt era il suo Dio (1972) (non accreditato)
- Frankenstein '80 (1972)
- Il plenilunio delle vergini (1973)[2]
- Terror! Il castello delle donne maledette (1974)
- Farfallon (1974)[2]
- Paolo il freddo (1974)[2]
- Diabolicamente... Letizia (1975)
- La bestia in calore (1977)[1]

### Produttore
- ...e vennero in quattro per uccidere Sartana! (1969)[2][3]
- Una pistola per cento croci! (1971)[2]
- Giù le mani... carogna! (1971)[2]
- Vamos a matar Sartana (1971)[2]
- Black Killer (1971)[2]
- La colt era il suo Dio (1972)[2]
- Terror! Il castello delle donne maledette (1974)[2]
- La casa della paura (1974)[2]
- Il sogno di Zorro (1975)[2]
- Diabolicamente... Letizia (1975)
- Kaput Lager - Gli ultimi giorni delle SS (1977)[2]
- La bestia in calore (1977)[2]
- Proibito erotico (1978)[2]